# Житная Поляна
Жи́тная Поля́на — бывший посёлок под Брянском, в 10 км к юго-западу от пгт Белые Берега. Расположен на возвышенном месте среди болотистых лесов.

## История
Упоминается с конца XVII в. как владение Свенского монастыря. В XIX веке — постоялый двор Белобережской пустыни, располагавшийся на старом Орловском большаке в 18 км от Брянска; здесь был добротный корпус для мирских постояльцев и кельи для монахов.
Когда в 1823 году император Александр I проезжал через Орловскую губернию, то на остановке в Житной Поляне делегация монахов Белобережской пустыни преподнесла ему копию иконы Божьей Матери «Троеручица» — главной белобережской святыни — и несколько расписных деревянных ложек, производством которых славился монастырь. По свидетельству очевидцев, ложки вызвали у царя неподдельный восторг.

## Население
Данные по населению этого посёлка очень скудны.
|               | 1866 | 1926 |
| ------------- | ---- | ---- |
| Число жителей | 13   | 44   |

## Сегодня
С 1963 года Житная Поляна, затерянная в глубине лесов, считается обособленной частью пгт Большое Полпино (лежит в 12 км от основной части Большого Полпина). В настоящее время, как и полтора века назад, весь посёлок состоит из двух дворов.
Близ Житной Поляны расположен санаторий «Снежка».